# Мокроноге (Дрвар)
Мокроноге су насељено мјесто у Босни и Херцеговини, у општини Дрвар, које административно припада Федерацији Босне и Херцеговине. Према попису становништва из 2013. у насељу је живјело 316 становника.

## Географија
Са географског аспекта Мокроноге су село на 450-500 метара надморске висине. Долином протиче ријека Унац која уједно дјели село на двије стране, а то су: Подбрина и Поткрај. Веза између Подбрине и Поткраја су два моста која се налазе на крајним дјеловима села. Рељеф Мокронога је планинско-котлински, а око ријеке је низијски. Котлински дио рељефа налази се у самој унутрашњости окружен планинама и висоравнима. Село је окружено брдима: Велико брдо, Руњевица и Граб. Од планина са тог подручја могу се видјети: Луњевача, Шатор и Клековача. Земљиште је већином каменито и слабо плодно, осим у унутрашњем котлинском подручју гдје се узгајају бројне житарице. Уз ријеку је плодно мочварно тло, па је ту становништво ријеђе насељено. Зими се баре потопе и избију још неки додатни извори који онемогућују прелаз са стране на страну, док љети за вријеме великих суша корито ријеке пресуши и стока се пушта на испашу. Главна цеста која пролази селом, тачније Поткрајем јесте пут Дрвар — Гламоч који је направљен још у доба Аустроугарске. Од главног пута се одваја и споредни пут који води пут у други дио села, тј. Подбрину. Постоје још бројни прилазни путеви (макадамски) који воде директно домаћинствима.

## Култура, образовање, спорт
У селу постоји традиционално фудбалско игралиште — Лица на којем се одавнина играо фудбал. У склопу ријеке Унац се налази купалиште звано Глеђан. Недавно је обновљен и објекат некадашње основне школе која је у свом периоду радила око 60 година, најприје као осмогодишња школа, а у ратном периоду као четверогодишња. Школу су похађали мјештани Мокронога и Видовог Села. Данас тај објекат служи у сврху МЗ Мокроноге.

## Становништво
По попису из 1991. у селу је живело 646 становника (644 су били Срби).
| Националност       | 2013. | 1991. | 1981.        | 1971.        | 1961. |
| Срби               |       | 645   | 690 (97,18%) | 798 (99,62%) | 838   |
| Југословени        |       |       | 20 (2,81%)   |              |       |
| остали и непознато |       |       |              | 3 (0,37%)    |       |
| Укупно             | 316   | 645   | 710          | 801          | 838   |

| Демографија | Демографија | Демографија |
| Година      | Становника  | Становника  |
| ----------- | ----------- | ----------- |
| 1961.       | 838         |             |
| 1971.       | 801         |             |
| 1981.       | 710         |             |
| 1991.       | 645         |             |
| 2013.       | 316         |             |